# Сова (сузір'я)

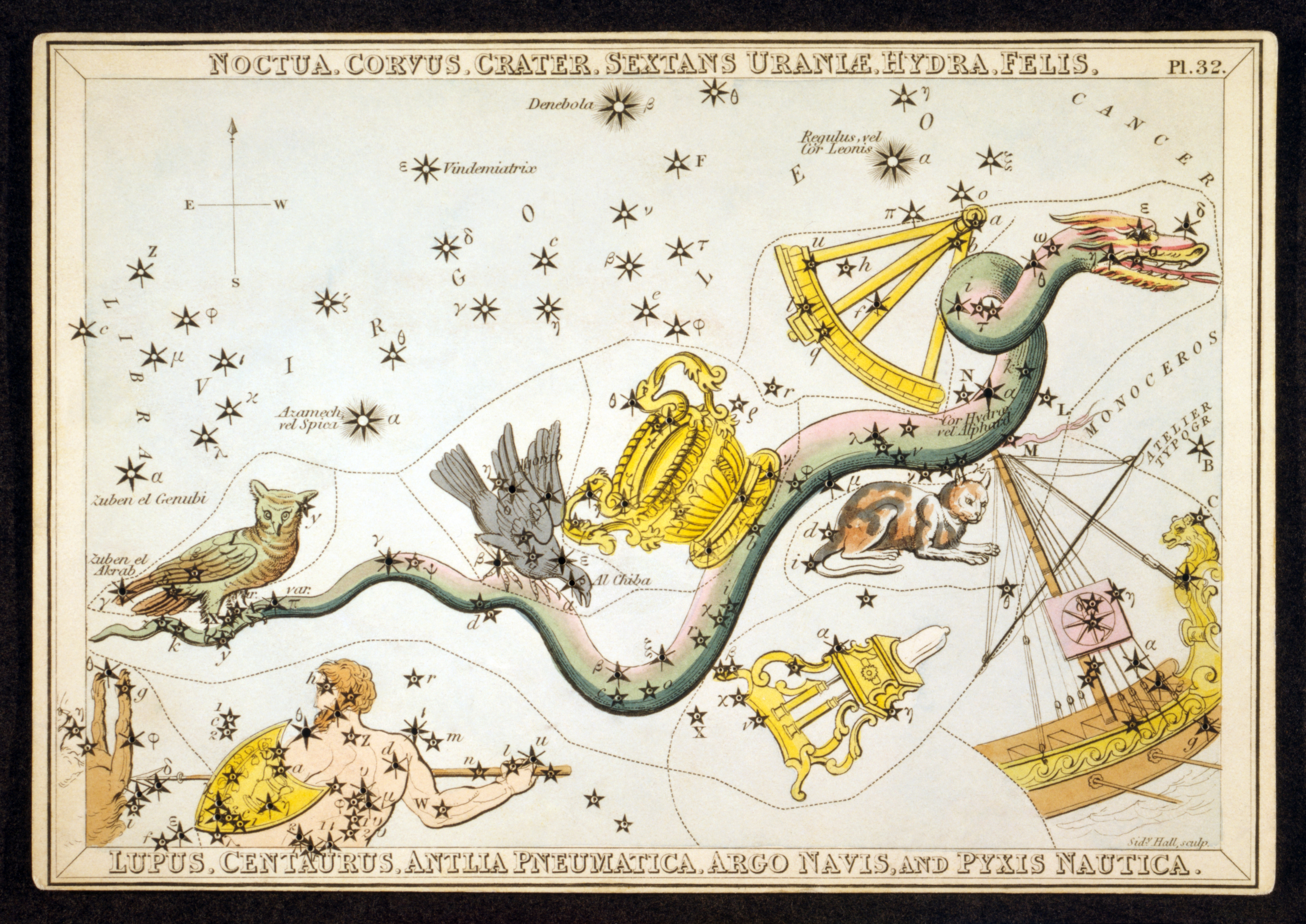
На 32-й карті «Дзеркала Уранії» зображено Сову, що сидить на хвості Гідри

Сова (лат. Noctua) — колишнє сузір'я, яке розташовувалось в південній небесній півкулі поблизу хвоста Гідри, але більше не використовується. Сузір'я ввів Александр Джеймісон у своєму «Небесному атласі» 1822 року. Також воно зображене в похідній від «Небесного атласу» збірці ілюстрованих листівок «Дзеркало Уранії». Сова також присутня у дуже популярному «Атласі небес» Ілії Беррітта XIX століття. Сова складалася з зір, починаючи від Брахіума в південній частині Терезів, вздовж сучасної межі Терезів і Гідри, і закінчуючи південною частиною Діви аж до 89 Діви.
Сова замінила собою сузір'я Самотній Дрізд, розташоване на тому ж місці і введене 1776 року французьким астроном П'єром Шарлєм Лемоньє на честь вимерлого нелітаючого птаха, Дронта-самітника. Втім Міжнародний астрономічний союз не включив ані Самотнього Дрозда, ані Сову до числа 88 визнаних сузір'їв.